# Largo do Taboão
O Largo do Taboão é um logradouro público localizado entre os municípios de São Paulo e Taboão da Serra. Desde 2022, há um terminal de ônibus, que atende as linhas de ônibus da cidade do Taboão da Serra e uma linha expressa que é ligada ao Terminal Intermodal Vila Sônia.
É o local do termino da Av. Professor Francisco Morato e da Rodovia Régis Bittencourt.